# Lista de celulares da LG

## Índice de nomenclatura de modelos
- B: Modelos Broadcast T-DMB/S-DMB/DVB-H/DVB-T/ISDB-T/MediaFLO
- C: Estados Unidos GSM/3G
- F: Fashion
- G: GSM
- K: Europeu GSM/3G
- M: América Latina
- R: Índia
- S: Mercado Interno Coreano CDMA / SmartPhone
- T: Canadá e Austrália Telstra
- U: UMTS/WCDMA/3G
- V: Verizon CDMA

## Modelos para o mercado estadunidense

### Série CB
- CB630

### Série CE
- CE110

### Série CF
- LG CF360

### Série CG
- CG225

### Série CU
- CU400
- CU405
- CU500
- CU515
- CU575 (Trax)
- LG Vu CU920

## Modelos para o mercado europeu

### Série H
- LG Magna(H500F)

### Série GX
LG GX200
LG GX250
LG GX 500

### Série GD
- LG GD900 (Transparent Phone)
- LG GD910 (Watch Phone)
- LG GD510 (Full Touchscreen Phone)
- LG GD330 (Touch Phone)

### Série GW
- LG GW620 "Eve" (first Android phone)
- LG GW520
- LG GW820

### Série KE
| Modelo do Telemóvel | Tipo de Ecrã                                      | Tecnologia/Frequência                                         | Formato  |
| KE850 (Prada)       | 240 x 320, 2.2" Display, LCD TFT de 262 mil cores | GPRS/EDGE ou Tri-Band (900/1800/1900)                         | Slider   |
| KE970 (Shine)       | 256mil cores TFT touchscreen, 240 × 400 px        | GSM (KE970 900/1800/1900 - ME970 850/1800/1900 ou EDGE / GPRS | Candybar |

### Série KF
- LG KF245
- LG KF390
- LG KF510
- LG KF510c
- LG KF600
- LG KF700
- LG KF750 (Secret)
- LG KF900 (Prada II)

### Série KG
- KG800 (Chocolate)
- LG KG120
- LG Chocolate Platinum (KE800)
- LG KG300 Dynamite300
- LG KG225 Stylish Black
- LG KG290
- LG KG220 VGA Cam
- LG KG200 Dynamite200
- LG KG288 With FM Radio
- LG KG195
- LG KG920 5.0 MP Camera phone

### Série KM
LG KM900 (Arena)
LG KM380

### Série KP
- LG KP100 - 30 million units sold until October 2009[1]
- LG KP105
- LG KP110
- LG KP215
- LG KP220 (Pie)
- LG KP230
- LG KP320
- LG KP330
- LG KP500 (Cookie)
- LG KP 199

### Série KS
- LG KS20
- LG KS360
- LG KS500

### Série KU
- KU250
- KU730
- LG KU800 (Chocolate 3G)
- LG KU830 (Chocolate 3G Folder)
- LG KU960 (DVB-H)
- LG KU970 (Shine 3G)
- KU990 (Viewty)

## Modelos para o mercado latino-americano

### Série GM
| GM600

### Série MG
| Modelo do Telemóvel  | Tipo de Ecrã                                 | Tecnologia/Frequência                        | Formato |
| MG320 (Aegis)        | Resolução 176 x 220                          | GSM 900/1800/1900 ou GSM 850/1800/1900, GPRS |         |
| MG810 (Black Zafiro) | TFT, 262mil cores, QVGA, Resolução 176 x 220 | GSM 900/1800/1900 ou GSM 850/1800/1900       | Concha  |

- MG280 (Chocolight)

### Série ME
- ME600

### Série PM
- PM225
- PM325

## Early 3G UMTS Models

### Série U
- U8000 (aka G8000)
- U8110
- U8120
- U8130
- U8180
- U8210
- U8260
- U8330
- U8360
- U8500
- U300
- U400
- U830 (Chocolate 3G Folder)
- U900 - the World First DVB-H Phone
- U960
- U990
- KU970 (Shine 3G)

## Modelos Verizon CDMA

### Série VX
- VX2000
- VX3100
- VX3400
- VX4500
- VX5300
- VX5400
- VX5500
- VX5600 (Accolade)
- VX6000
- VX8100
- VX8300
- VX8350
- VX8500 (Chocolate)
- VX8550 (Chocolate)
- VX8560 (Chocolate)
- VX8575 (Chocolate Touch)
- VX8600
- VX8700
- VX8800 (Venus)
- VX9100 (enV2)
- VX9200 (enV3)
- VX9400
- LG VX9600 (Versa)
- VX9700 (Dare)
- VX9800 (The V)
- VX9900 (enV)
- VX10000 (Voyager)
- VX11000 (enV Touch)